# Мырза, Николай Мирчанович
Николай Мирчанович Мырза (укр. Микола Мірчанович Мирза; род. 1957) — советский и украинский спортсмен и тренер; Мастер спорта СССР, Заслуженный тренер Украины, Заслуженный работник физической культуры и спорта Украины.

## Биография
Родился 9 мая 1957 года в Донецке Украинской ССР.
Уезжал из города вместе с родителями и вернулся в него в 1980 году уже будучи спортсменом-велогонщиком. Участвовал в пяти чемпионатах СССР, был в топ-10 на чемпионате Украины.
Окончил Киевский государственный институт физической культуры и спорта по специальности «Тренер по велоспорту». Тренерскую деятельность Николай Мырза начал в спортивном обществе «Колос» (Донецк). Работал тренером специализированной ДЮСШ по велоспорту и в училище Олимпийского резерва имени С. Н. Бубки.
С мая 2006 года Мырза занимает должность тренера профессиональной команды «ИСД-Спорт-Донецк», одновременно является тренером Школы высшего спортивного мастерства и старшим тренером Донецкой области по велоспорту. Среди его воспитанников: заслуженные мастера спорта — Владимир Рыбин и Максим Полищук, мастера спорта международного класса — Юрий и Дмитрий Кривцовы, Денис Костюк, Виталий Кондрут, Александр Мартыненко, Виталий Попков, Юрий Агарков, Максим Васильев и ряд других велогонщиков высокого уровня. Ученики Николая Мырзы в составе национальной сборной Украины принимали участие в летних Олимпийских играх в Афинах (Юрий Кривцов и Владимир Рыбин) и в Пекине (Владимир Рыбин, Максим Полищук, Денис Костюк, Виталий Попков).
Главный менеджер континентальной команды ISD Continental Team. В 2007 году Н. М. Мырза был удостоен стипендии Президента Украины. Был признан лучшим тренером Донецкой области (2008) и лучшим тренером месяца по версии НОК Украины (декабрь, 2009).